# Palomo Linares (film)
Pour plus de détails, voir Fiche technique et Distribution.
Palomo Linares (Nuevo en esta plaza) est un film biographique espagnol réalisé par Pedro Lazaga, sorti en 1966.

## Synopsis
Fils de mineur, Sebastián rêve de devenir toréador. Encore apprenti cordonnier, il torée le soir dans un pré loin des regards. Avec le temps, à force de détermination et après de nombreuses vicissitudes, il parviendra à réaliser son rêve.

## Fiche technique
- Titre français : Palomo Linares[1]
- Titre original : Nuevo en esta plaza
- Réalisation : Pedro Lazaga
- Scénario : Vicente Coello, Pedro Masó, d'après l'histoire de Pedro Masó
- Décors : Carlos Viudes
- Directeur de la photographie : Juan Mariné
- Montage : Alfonso Santacana
- Musique : Antón García Abril
- Producteur : Pedro Masó
- Société de production : Pedro Masó Producciones Cinematográficas
- Pays d’origine : Espagne
- Langue originale : espagnol
- Format : noir et blanc — 35 mm (positif & négatif) — son Mono
- Genre : Film biographique
- Durée : 99 minutes (1 h 39)
- Date de sortie 
  - Espagne : 28 mai 1966
  - France : 1970[1]

## Distribution
- Sebastián Palomo Linares : lui-même
- Julia Gutiérrez Caba : Señora Palomo Linares, sa mère
- Manuel Zarzo : Tato, l'ami de Sebastián
- José Bódalo : Manuel Romero
- Cristina Galbó : Sonsoles
- Andrés Mejuto : Andrés